# Real Basílica de San Lorenzo de El Escorial
La Basílica de El Escorial es un templo de culto católico que forma parte del conjunto del Monasterio de El Escorial, en la localidad de San Lorenzo de El Escorial, Madrid, España, que formaba parte en su momento de la archidiócesis de Toledo. Fue concebida como centro del conjunto monacal y lugar de conmemoración de los difuntos reyes de España. La titulación «Basílica» se obtiene por prerrogativa del Papa. Así, en sentido litúrgico, son basílicas todas aquellas iglesias que, por su importancia, por sus circunstancias históricas, o por aspectos de cierto relieve, obtengan ese privilegio papal. Además, la tradición exigía que se levantara sobre el lugar de enterramiento de un mártir (en este caso San Lorenzo, por ejemplo en el caso de Roma era sobre la tumba de San Pedro).

## Esquema de distribución
La iglesia ocupa la parte central del complejo monástico, teniendo su acceso a través del Patio de los Reyes. Tras ascender por una escalinata que abarca toda la fachada, se llega a un atrio flanqueado por dos torres. A continuación se sitúa lo que José de Sigüenza, el monje cronista de la obra, denominó «el templo pequeño», un espacio cuadrado bajo el coro que se utilizaba como iglesia para los fieles ajenos al monasterio. Contiene dos altares, situados a ambos lados. Desde aquí, a través de un espacio intermedio que hace las veces de un segundo atrio interior, se penetra en el templo propiamente dicho, al fondo del cual se encuentra la capilla mayor, que alberga el altar mayor del templo. Como elemento anejo existe una sacristía, situada al sur, dentro ya de la zona monástica.
El templo es una basílica en sentido litúrgico, esto es, debido al privilegio papal que le permite ostentar dicho título; no obstante, no lo es en sentido arquitectónico, pues no posee planta basilical. Se trata de un cuadrado perfecto de 50 metros de lado con cuatro pilares dispuestos en posición central que dan lugar a la formación de tres naves en cualquiera de las direcciones. Esta planta centralizada respondía a la concepción que de la armonía universal existía desde el siglo XV y a su reflejo en los lugares sagrados. Sin embargo, la construcción del monasterio se inició en 1563, el mismo año en que finalizaba el Concilio de Trento en el que se había acordado que todas las iglesias tuvieran planta de cruz latina. Para solventar este desacuerdo la cubierta del templo se prolongó por el este cobijando la capilla mayor, y por el oeste techando el coro y el atrio; de esta forma se da la apariencia exterior de una gran nave. Del mismo modo, la nave central perpendicular a ese eje se realzó con un cubrimiento de igual altura que el de la anterior, formando el conjunto una perfecta cruz latina que, en realidad, no se corresponde con la planta del templo.
En su interior, además de la capilla mayor, se abren dos grandes capillas al fondo de las naves laterales, además de un gran número de capillas menores y hornacinas en las que se disponen otros tantos altares. En el plano de Juan de Herrera (ver imagen) los numera el autor del 1 al 36, diciendo a cerca de ellos en el «Sumario»: «Todos son altares que sirven dentro del Templo, y sin ellos ay el altar mayor, y los dos colaterales de las Reliquias señalados L.M. Y en los Oratorios DD.EE ay otros dos altares, y en el Sotachoro ay otros dos altares donde se dize Missa». En total, en la distribución original había 41 altares (incluyendo el altar mayor y los dos altares del sotocoro en la entrada); a ellos se añadieron dos modernos altares exentos de tipo conciliar (en la capilla de la Virgen del Patrocinio, y en la capilla mayor) que es donde se celebran hoy las misas.

## Aspectos constructivos
Las naves del templo se cubren mediante bóvedas de cañón soportadas por arcos perpiaños. Todo ello gravita sobre los muros perimetrales y sobre cuatro gruesos pilares dóricos centrales, de 8 metros de lado, distantes entre sí 15,50 metros. El espacio que definen, a modo de crucero, se cierra mediante un tambor circular sostenido por cuatro pechinas; en él se abren ocho ventanales que proporcionan luz natural. Se cubre con una cúpula de 17 metros de diámetro rematada por un cupulín y, en su extremo, por una bola metálica de 2 metros de diámetro sobre la que se levanta una cruz. La altura total del punto más elevado de la cruz tomada con respecto al pavimento de la iglesia es de 95 metros.
El «templo pequeño» o sotacoro reproduce a escala reducida la forma del templo principal. De planta cuadrada, posee cuatro pilares centrados que soportan una bóveda circular sostenida por pechinas (cúpula plana: circular, con pechinas y con sus dovelas y clave). Dado que este espacio queda debajo del coro y que, por tanto, su altura es escasa, los arcos torales no son de medio punto sino carpaneles, y la bóveda es tan rebajada que aparenta ser casi plana.
Toda la obra está realizada con sillería de granito. El pavimento es de mármol blanco de la Sierra de los Filabres (Almería) y gris de Estremoz (Portugal).

## La fachada

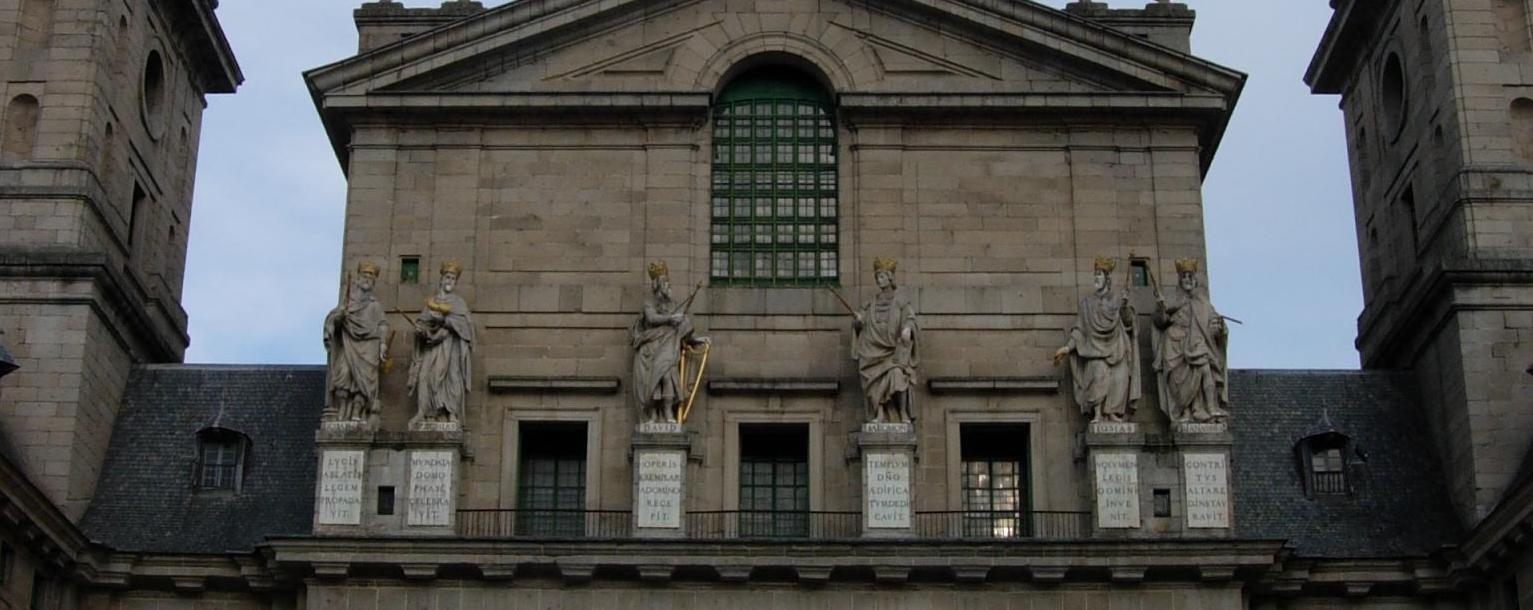
Los reyes de Judá

Al estar la Basílica rodeada por otros cuerpos de edificación del complejo monástico, solamente queda visible la fachada occidental, la misma por la que se accede al interior. Ocupa todo un frente del Patio de los Reyes.
El plano de fachada no es único, diferenciándose dos niveles que se corresponden con los dos órdenes superpuestos de que consta. El superior, retranqueado, no presenta ningún elemento formal destacable, salvo el sencillo frontón carente de todo ornato. El inferior, en cambio, es saliente y queda constituido por un pórtico tetrástilo de orden toscano, en cuyos tres intercolumnios se abren otros tantos huecos bajo arco de medio punto. Son seis las semicolumnas que lo forman, pues las de los extremos son dobles. En correspondencia con cada una de tales columnas se alzan sobre el entablamento seis pedestales que soportan las efigies en mármol de aquellos reyes de Judá que, de alguna manera, se relacionaron con el Templo de Salomón. En el centro, como protagonistas, se encuentran las tallas de David y Salomón. Todas llevan en el pedestal una inscripción alusiva al respectivo monarca, cuya redacción correspondió al gran humanista Benito Arias Montano. De izquierda a derecha son estos los reyes y sus respectivas inscripciones:
- Josafat (Josaphat), además de ostentar el cetro en la mano derecha, como todos, lleva en la izquierda un hacha y tiene junto a sí un cordero. «Lucis ablatis legem propagavit».
- Ezequías (Ezechias) porta una nave y tiene junto a él un macho cabrío. «Mundata domo phasé celebravit». (phasé = pascua en hebreo).
- David tiene un arpa que apoya en el suelo y una espada. «Operis exemplar a Domino recepit».
- Salomón exhibe un libro en su mano izquierda. «Templum Dño aedificatum dedicavit».
- Josías (Iosias) lleva el cetro en la mano izquierda y el Libro de la Ley en la derecha. «Volumen legis Domini invenit».
- Manasés (Manasses) lleva una escuadra y un compás. «Contritus altare D. instauravit».

Las seis estatuas, al igual que la de San Lorenzo que preside la entrada al recinto monástico por la fachada occidental, se deben a la mano de Juan Bautista Monegro.
La tradición cuenta que las estatuas fueron hechas de un solo berrueco: Seis reyes y un santo (el San Lorenzo de la fachada) salieron de este canto, y aun sobró para otro tanto. El berrueco en cuestión puede verse cerca de la llamada Silla de Felipe II, en un monte cercano.

## Ornamentación interior

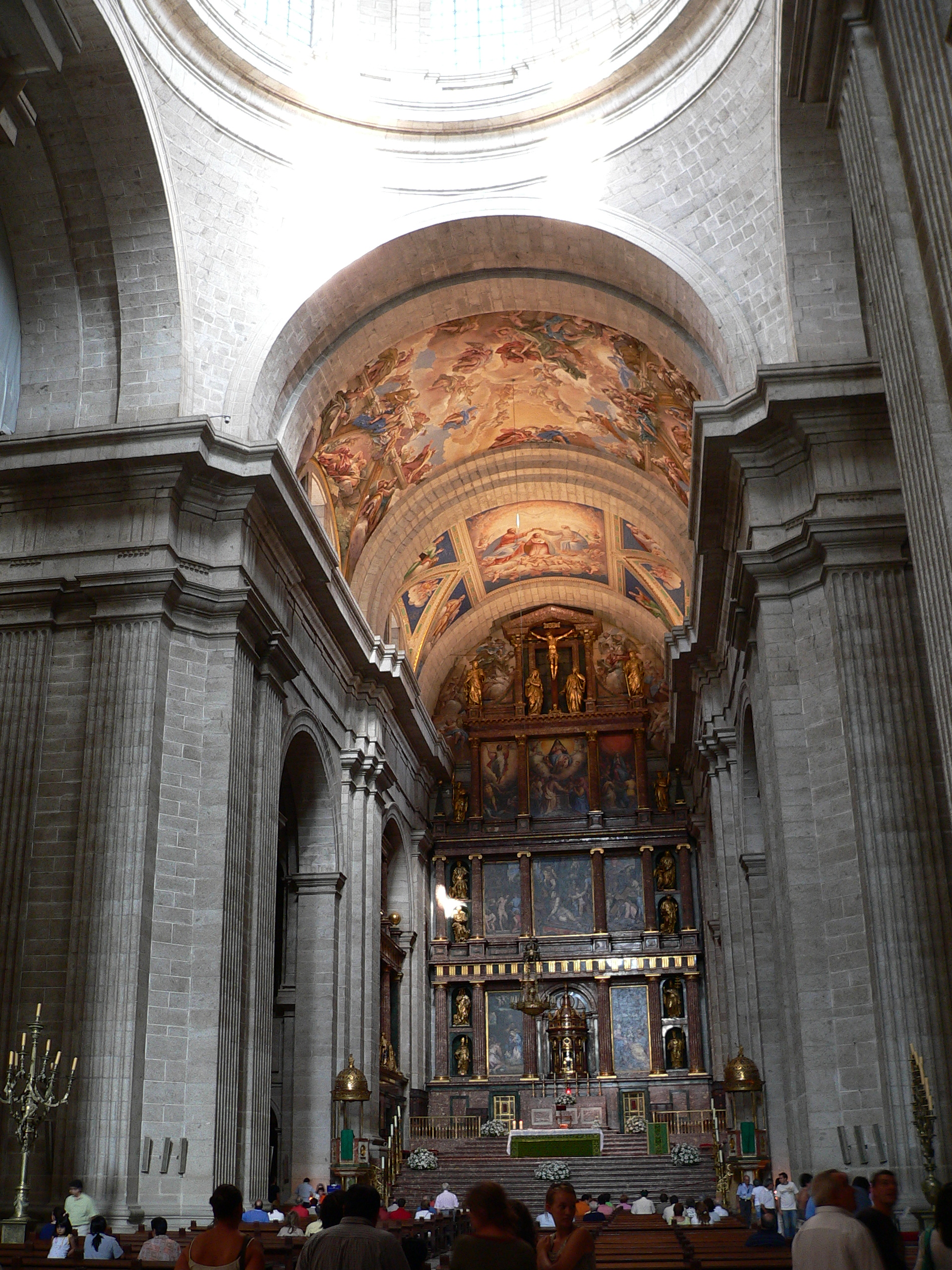
Altar mayor de la Basílica

Las bóvedas fueron pintadas al fresco por Lucas Jordán en época de Carlos II. Contienen las siguientes representaciones:
- Delante del coro: El juicio final.
- Delante de la capilla mayor: Muerte, sepultura y asunción de la Virgen.
- En la nave derecha:
  - Alegoría sobre la Inmaculada.
  - Victoria de los israelitas sobre los amalecitas.
  - El juicio de San Jerónimo.
- En la nave izquierda:
  - La anunciación, la concepción, el nacimiento de Jesús y la adoración.
  - Los israelitas viajando por el desierto.
  - El triunfo de la Iglesia militante.

En el coro, la bóveda está adornada con un fresco del Luqueto (Luca Cambiaso) representando La Gloria, trabajo que le ocupó desde el 14 de mayo de 1584 hasta abril de 1585, un año antes de su muerte. A los lados de los dos órganos se encuentran cuatro grandes cuadros dibujados por Luqueto y terminados por Rómulo Cincinato, que representan dos episodios de la vida de San Lorenzo y otros dos de la vida de San Jerónimo, y cuyos marcos son figurados.
Haciendo de retablos de todos los altares laterales, cuelgan cuadros de diversos maestros: Juan Fernández de Navarrete el Mudo (quien firma la extraordinaria serie de ocho cuadros con 16 apóstoles y evangelistas), Federico Zuccaro, Juan Gómez, Luca Cambiaso, Luis de Carvajal, Pellegrino Tibaldi, Diego de Urbina, Rómulo Cincinato, Alonso Sánchez Coello y Michel Coxcie.
En la capilla del ángulo noroccidental se encuentra un famoso Crucifijo de mármol blanco a tamaño natural, obra de Benvenuto Cellini, que fue regalado a Felipe II en 1576 por el Gran duque de Toscana. Hay que señalar que, inusualmente, Cellini esculpió el cuerpo de Jesús totalmente desnudo, con sus genitales visibles, si bien actualmente se exhibe cubierto con un paño blanco. Hasta los años 60 del siglo XX, la imagen estuvo situada en un altar escondido en las traseras (trascoro) del coro de la basílica (en zona no abierta al turismo), donde hoy luce una copia.
En la capilla del ángulo del lado opuesto (suroccidental) se venera actualmente la imagen de la Virgen del Patrocinio, del s. XVII, y que antes se veneraba en un espacio situado entre la basílica y la antesacristía. Fue el rey Felipe IV quien extendió el culto a esta advocación, al punto de colocar sus reinos bajo su protección. En esta capilla se concentran casi todos los cuadros-retablo de la basílica dedicados a santas. También en ella se encuentra ubicada la imagen del Cristo de la Buena Muerte, que tiene la particularidad de que luce una peluca o cabellera artificial, y por ello está asociada a leyendas populares sobre su crecimiento. Finalmente, es en esta capilla donde está situado en la actualidad el sagrario con la reserva eucarística, y donde se celebra culto católico en los días laborables de la semana.

## La capilla mayor
Su bóveda exhibe un fresco de Luca Cambiaso que representa La coronación de la Virgen. El retablo de 30 metros de altura, cuya contratación data de 1579, fue diseñado por Juan de Herrera y realizado en mármoles muy variados por Jacome da Trezzo. Las esculturas que en él se encuentran (un total de 15) fueron encargadas a Leone Leoni y a su hijo Pompeo, escultores broncistas de Milán. La obra de mármoles correspondió a Juan Bautista Comane, a quien al fallecer sucedió su hermano Pedro Castello, que terminó y pulió las columnas de jaspe, finalizando su excelente trabajo en 1594, siendo ya escultor del Rey.
El retablo se encuentra dividido en cuatro cuerpos o zonas horizontales, divididas por columnas decoradas al modo romano, es decir, superponiendo los órdenes de cada una.

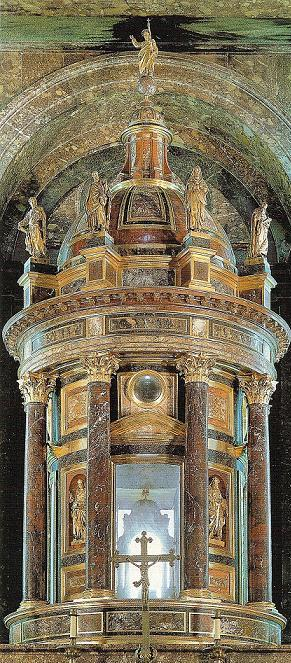
Tabernáculo del altar mayor

El primer cuerpo o zona inferior del retablo es dórico, y consta de cinco compartimentos. El cuerpo central lo ocupa el Tabernáculo, a cuyos lados hay dos pinturas de Pellegrino Tibaldi: la Adoración de los Pastores y la Adoración de los Reyes. Las esculturas en este cuerpo son de tamaño natural, en bronce dorado a fuego, y representan a los cuatro Doctores de la Iglesia (San Jerónimo, San Agustín, San Ambrosio y San Gregorio), debidas -como todas en el retablo- a los Leoni.
El segundo cuerpo es jónico, e igual en su disposición al anterior; en él, las pinturas fueron realizadas por Tibaldi en la parte central (El martirio de San Lorenzo) y por Federico Zuccaro en los lados (La flagelación del Señor y Jesucristo con la cruz a cuestas); y en los correspondientes nichos superpuestos se ubican, las estatuas -cuyo tamaño es mayor que el natural- de los Cuatro Evangelistas.
La tercera zona o cuerpo es de estilo corintio, y presenta sólo cuatro columnas y en los tres espacios entre ellas están colocados otros tantos cuadros de Zuccaro (la Asunción de la Virgen en el centro y, lateralmente, la Resurrección del Señor y la Venida del Espíritu Santo). En los extremos se encuentran colocadas dos estatuas, también de mayor tamaño que el natural, de los Apóstoles San Andrés y Santiago.
Finalmente, el último cuerpo, compuesto, tiene sólo dos columnas, entre las cuales se forma una capilla con hermosísimo Calvario, Cristo muerto en la Cruz entre la Virgen y San Juan, obra de conmovedor realismo. En los extremos, dos esculturas de San Pedro y San Pablo, encontrándose en el pie de este último la firma Pompeius Leoni (fecit), 1588. En el muro de la parte posterior de este cuarto cuerpo, Luca Giordano pintó al fresco agitadas figuras de ángeles y angelillos portadores de distintos símbolos de la Pasión (corona de espinas, clavos, martillo, escalera, lienzo de la Verónica, columna, flagelo y lanza con esponja).
Para este lugar, previamente Felipe II había encargado al pintor italiano Tiziano una versión de El martirio de San Lorenzo, pero la obra resultante era tan oscura que no lucía bien, y fue ubicada en la vecina Iglesia vieja o de prestado, donde permanece.
El Tabernáculo constituye también una joya única en el conjunto del retablo mayor, y se considera la obra más perfecta y rica que se ha hecho en su género. Su altura total es de 4.50 metros y su diámetro, de 2. La invención y traza fue de Juan de Herrera y lo construyó Jacome Trezzo, quien recibió el encargo en 1579. Fue desarmado en la invasión francesa y restaurado posteriormente por Manuel Urquiza, siguiendo las órdenes de Fernando VII, aunque una joya de inestimable valor como la custodia interior de oro y piedras preciosas con "un topacio del tamaño de un puño" desapareció irremediablemente.
Tras el altar mayor se encuentra el Sagrario, accesible a través de dos bellas puertas situadas en los extremos del altar, y que están adornadas con jambas y dinteles de jaspe verde. Dicho Sagrario tiene las paredes revestidas de mármol rojo con embutidos blancos hasta el segundo de sus rellanos, y en el resto, están representadas historias del Antiguo Testamento pintadas al fresco por Tibaldi.
Sendos monumentos situados a ambos lados del altar acogen los cenotafios del emperador Carlos I y de su hijo Felipe II. A la izquierda mirando hacia el retablo, el del Emperador, acompañado de su esposa Isabel de Portugal, de la infanta María, hija de ambos, y de las infantas Leonor y María, hermanas de Carlos I. A la derecha, el del rey acompañado de su cuarta esposa Ana María de Austria, madre de Felipe III, de su anterior mujer Isabel de Valois y de la primera de las cuatro María Manuela de Portugal, madre del infante don Carlos, que aparece detrás de ella. Las estatuas son obra de Leone Leoni y de su hijo Pompeo Leoni, realizadas en bronce dorado con incrustaciones de piedras y esmaltes. Las figuras fueron realizadas en Milán y se ensamblaron en la Basílica en 1587.

## La sacristía
Es una espaciosa sala de 30 x 9 metros, cuya bóveda fue pintada por Nicolás Granello y Fabricio Castello. En sus muros cuelgan cuadros como Cristo en la cruz y La agonía en el jardín de los olivos de Tiziano, Descendimiento de la cruz y La liberación de San Pedro de José de Ribera, Santa Eugenia y San Pedro de El Greco y otros de Luca Giordano y Francisco de Zurbarán.
Especial mención merece el cuadro de Claudio Coello La sagrada Forma, que preside el retablo situado en el testero de la estancia; este altar fue realizado en mármol con adornos de bronce dorado por el arquitecto José del Olmo; en él se representa la historia de la Sagrada Forma de Gorkum, supuestamente profanada por los herejes y recuperada por Rodolfo II de Alemania, quien se la entregó a Felipe II. Además de este altar, obra clave el Barroco español, la sacristía está adornada por numerosas obras de arte, entre las que destacan las ya mencionadas pinturas de Tiziano, Ribera y Giordano.

## El carillón y los cuatro órganos
El carillón actual de la basílica (un instrumento capaz de reproducir melodías mecánicamente mediante el tañido de campanas) está dedicado a la reina Sofía de Grecia. Es una reconstrucción reciente del instrumento encargado a finales del siglo XVII, que a su vez sustituyó al carillón original (obra del flamenco Peter van der Ghein) desaparecido en el incendio de 1671.
Cuatro impresionantes órganos de gran caja están situados simétricamente dos a dos en los extremos del crucero y a los lados del coro. Construidos por los flamencos Gilles y Michael Brevost en 1584, el conjunto original constaba además de otros tres órganos más pequeños. También fueron afectados por el fuego en 1671, siendo reconstruidos por Pedro de Liborna Echevarría. No fue hasta 1964, cuando Eusebio Soto y Ramón González de Amezúa los renovaron por completo. En la actualidad, los más de 15 000 tubos que suman los cuatro instrumentos, pueden ser controlados conjuntamente desde una única consola, o de forma independiente desde sus propios teclados.

## Galería de imágenes

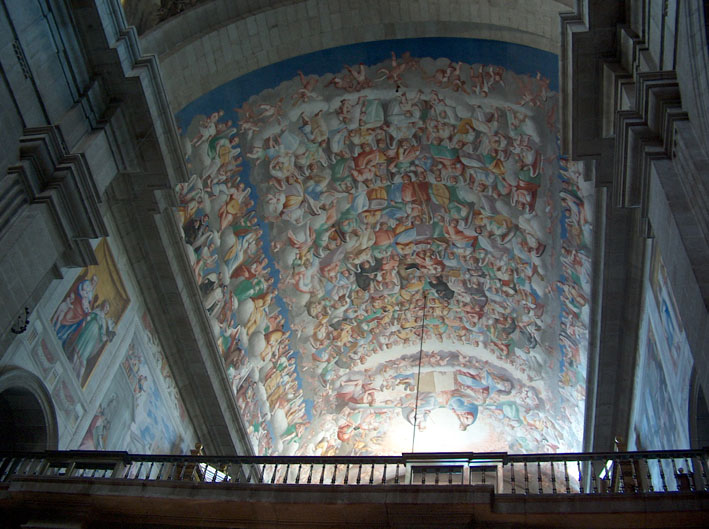
Bóveda del coro pintada al fresco por Luca Cambiaso
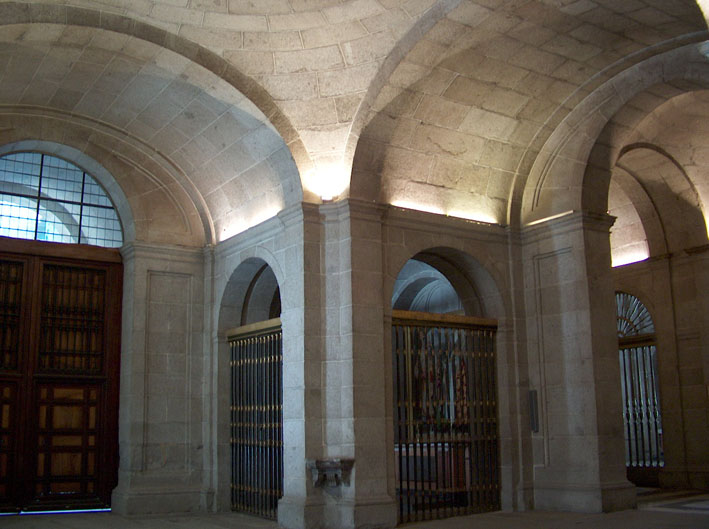
Templo pequeño
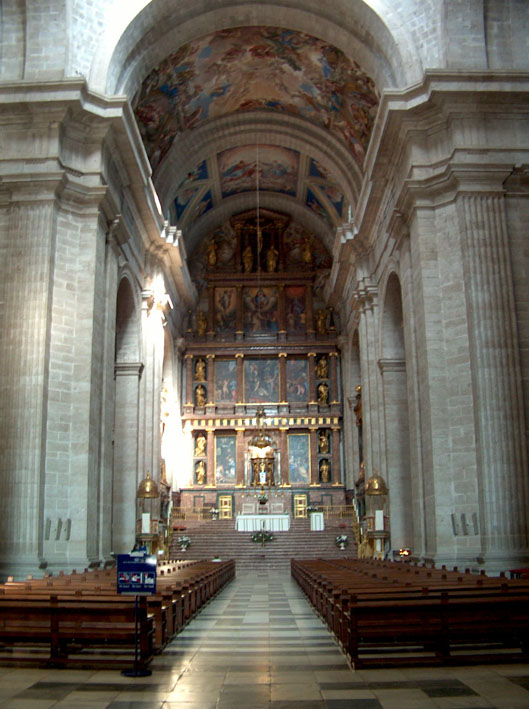
Nave principal
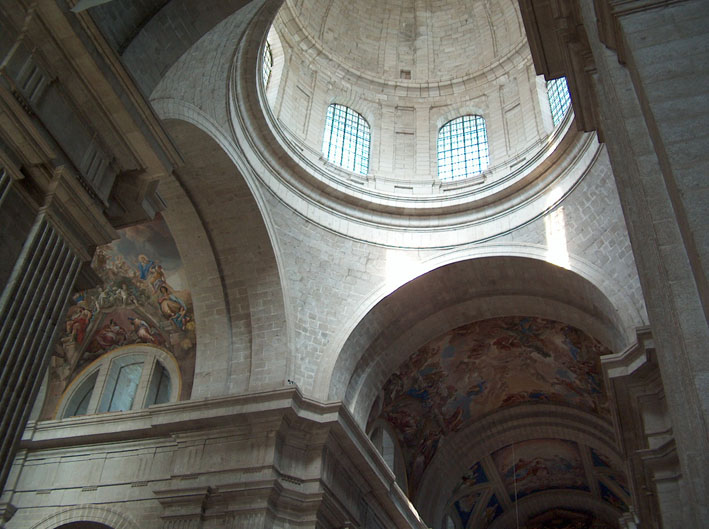
Cúpula sobre el crucero
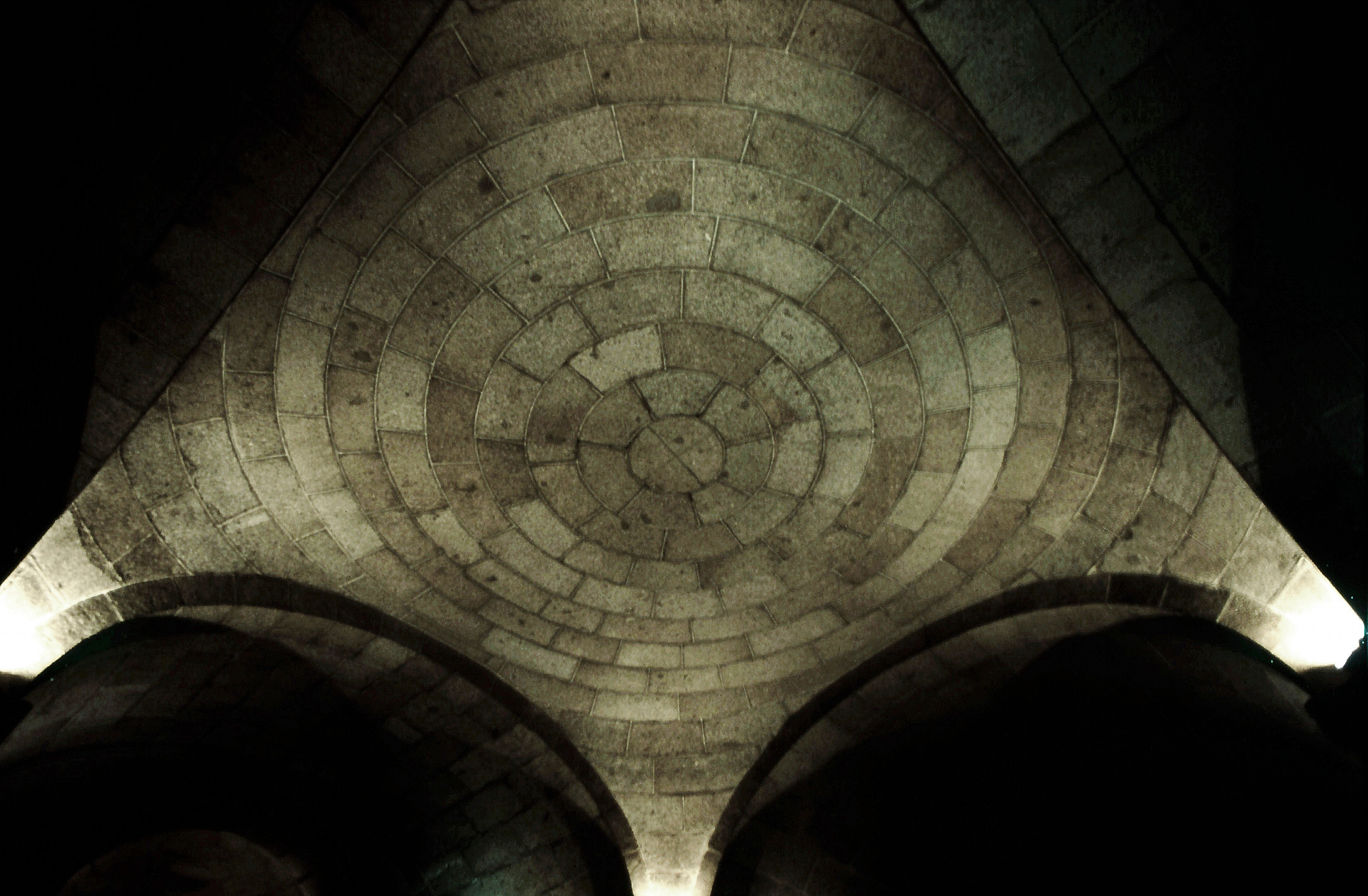
Bóveda plana
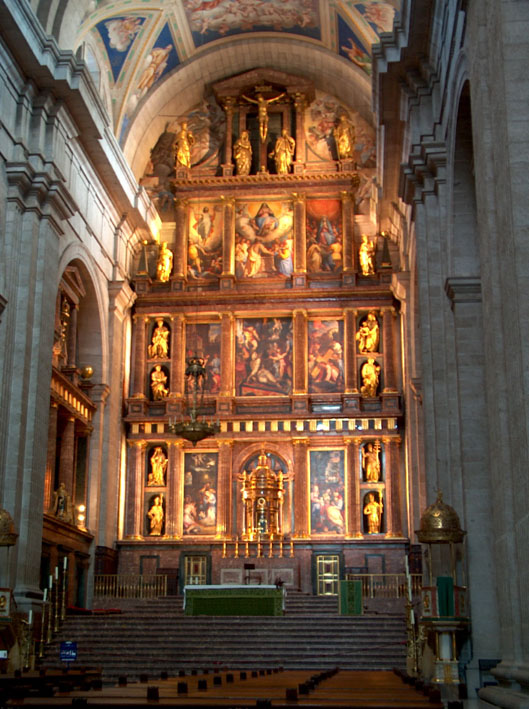
Retablo de la capilla mayor
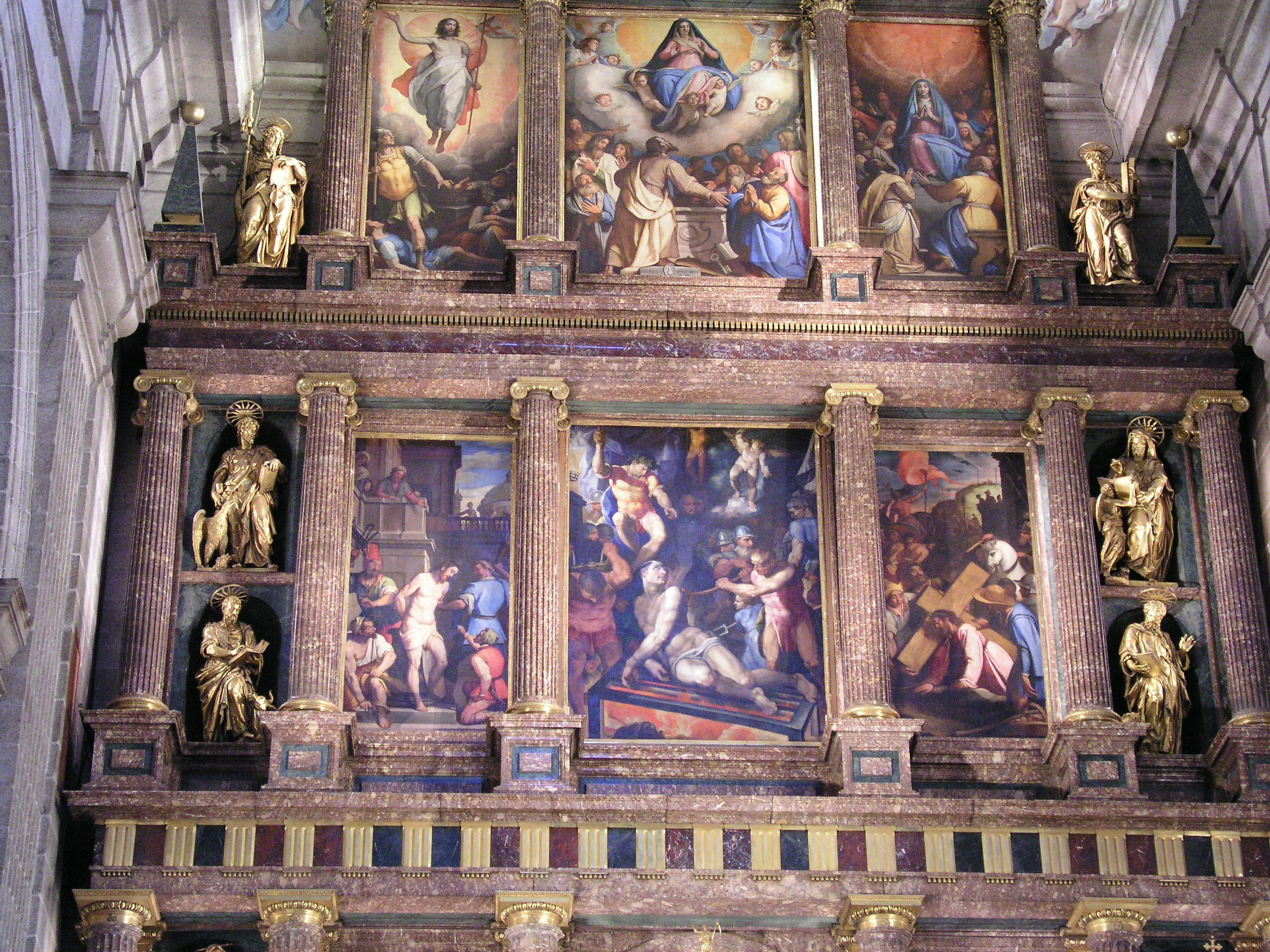
Detalle del retablo
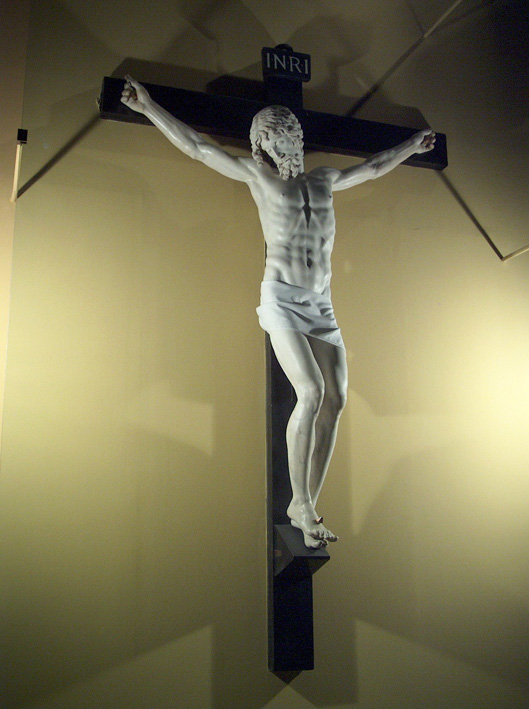
Crucifijo de Benvenuto Cellini
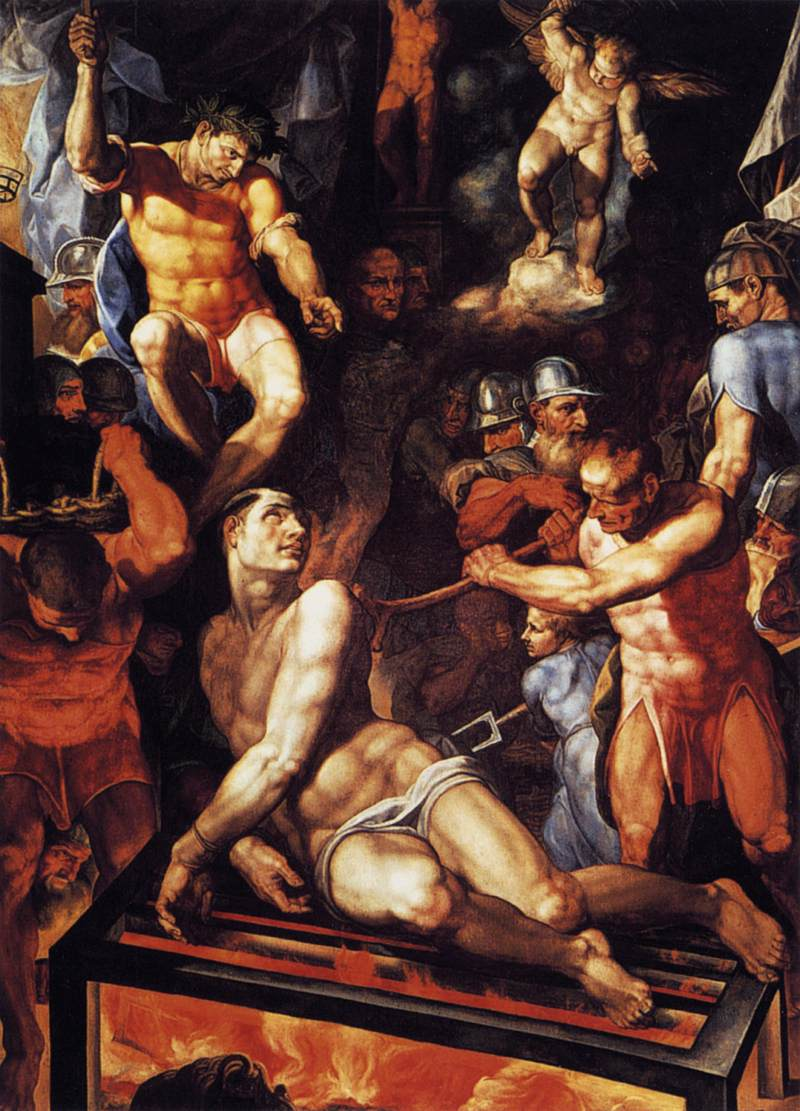
El martirio de san Lorenzo, por Pellegrino Tibaldi, en el paño central del retablo mayor